# Alkymi
Alkymi (eller alkemi) er en tidlig esoterisk, videnskabelig og filosofisk praksis, der kombinerer kemi, metallurgi, fysik, medicin, astrologi, semiotik, mystik og kunst. Alkymi blev praktiseret i mange tidlige kulturer som i Egypten, Indien, Kina, Illyrien, Romerriget, i den muslimske kultur og – nok mest kendt – i Europa fra middelalderen op til det 19. århundrede i et kompleks netværk af skoler og filosofiske systemer, der strækker sig over mere end 2500 år.
Praksissen er mest kendt for de middelalderlige alkymisters forsøg på at frembringe guld ved forskellige kemiske reaktioner og legeringer. De søgte også at opdage livseliksiren, som kunne forlænge livet. Men deres stræben efter det fuldkomne gjaldt også stræben efter åndelig fuldkommenhed, som de søgte at opnå gennem foreningen af modsatte elementer (de fire elementer ild, jord, luft og vand.) Ud over læren om de fire elementer, fulgte alkymisterne også læren om de tre principper. De tre principper var først og fremmest kviksølv og svovl. Kviksølv som var metallet, og svovl medførte, at kviksølvet rustede. Paracelsus tilføjede princippet salt. Helt op til 1700-tallet var der dødsstraf for at kritisere læren om de fire elementer og de tre principper.

## Etymologi
Ordet alkymis etymologi er over latin, arabisk og oldgræsk er beslægtet med ordet kemi.
Dansk har lånt ordet fra middelalderlatin alchimia, der igen har ordet fra det arabiske الخيمياء al-khīmīyaˀ. Førsteleddet ال al er den arabiske bestemte artikel, medens خيمياء khīmīyaˀ sandsynligvis enten er et lån fra oldgræsk χυμεία khymeía "kunsten at legere metaller", hvorfra vi også har det moderne ord kemi, eller fra det persiske kimia "guld".
Et tredje bud er, at al-khīmīyaˀ i stedet betyder "den egyptiske [videnskab]", idet khīmīyaˀ da skulle være lånt ind i arabisk fra koptisk ⲪⲧⲬⲤ kēme "Egypten", der igen via det demotiske kmi stammer fra det oldægyptiske kmt "Egypten, det sorte [land]" (nemlig modsat den omkringliggende "røde" ørken).

## Historie

### Alkymi i ældre tid
Den vestlige alkymi har et af sine væsentligste udspring i den såkaldte hermetiske tradition, der dateres til hellenistisk tid, og særligt i den oprindeligt arabiske Tabula Smaragdina, Hermetikkens bibel, som føres tilbage til den mytiske Hermes Trismegistos, en synkretistisk græsk-egyptisk guddom og legendarisk alkymist. Det har medført, at begrebet alkymi ofte blandes sammen med magiske forestillinger (De tre vise mænd) og jagten på de vises sten, der skulle kunne bruges til at omdanne metaller – og en drøm om at lave guld.
Men mange af Middelalderens alkymister var seriøst arbejdende kemikere. De var henvist til at arbejde ud fra tidens religiøse og magiske forståelsesramme, og de måtte bygge på den viden, som var tilgængelig. Alkymien var en holistisk åndsretning, hvor argumentation og bevisførelse afhang af evnen til at påvise sammenhænge mellem de kemiske stoffer og de fire temperamenter, de fire elementer, kosmologien og gudstroen.
Mange af alkymisterne støttede sig til gnostiske skrifter og til kabbalaen, og de var overbeviste om, at astrologiske forhold havde betydning for stofferne og menneskenes temperamenter. En del var svindlere, der søgte at udnytte tidens overtro og frygt for det ukendte til egen vinding. Flere alkymister blev anklaget for hekseri, sort magi, trolddom og indstævnet for inkvisitionen.

### Alkymi inyere tid
Det lykkedes for alkymisterne at lægge en solid basis for den senere, objektive kemiske videnskab. Så sent som i 1700-tallet udgav Johann Becker et prisværdigt værk om mineralogi, Physica Subterranea – og mente, at han under de rigtige omstændigheder kunne gøre sig selv usynlig.
Kong Frederik 3. var selv optaget af alkymi, og han greb til metallerne, som da Sølvgade fik sit navn. Han ejede Kongsberg sølvværk i Norge, og satte sin lid til, at sølvet derfra ved alkymi kunne omdannes til guld. Kongen havde en alkymist ved navn Giuseppe Francesco Borri, der arbejdede i et laboratorium i Rigensgade. Derfor hed Garnisonshospitalet Guldslottet og soldaterne, der lå der som patienter, fik det omdøbt til Grødslottet.
Borri havde været under den abdicerede dronning Kristinas beskyttelse, da han var eftersøgt af inkvisitionen. I Rom skal han være dukket op i haven hos en anden alkymist, markis Massimiliano Palombara, for at samle urter. Han bad også om husly og om at se markiens laboratorium. Borri bragte så urterne til at koge i en gryde og lovede at fortælle markisen om udfaldet af eksperimentet næste dag. Men da var fuglen fløjet, og alt, der var at se, var en væltet gryde og en stribe purt guld. Man skal også have fundet nogle papirer med tegn og symboler, gådefulde ord på latin og hebraisk. Dem lod Palombara ridse ind i væggene på sin villa og på Porta Ermetica, den magiske port, der stadig kan ses på Piazza Vittorio i Rom.
Øverst på døren er der et emblem af to triangler, der danner en sekstakket stjerne. Den øverste står for ild, maskulinitet, guld og solen, mens den nederste symboliserer vand, feminitet, sølv og månen. Dante, som også var alkymist, lod i sit værk Den guddommelige komedie døren til skærsilden åbnes af to nøgler – en af guld og en af sølv. Den af guld er mest værdifuld, men den af sølv er den, der faktisk åbner porten.
Borri, der var født i Milano i 1625 og uddannet ved jesuitternes seminarium i Rom, var nået til Amsterdam, da Frederik Gyldenløve opfordrede ham til at tage til København, hvor der ventede en bekvem tilværelse med fire opvartende tjenere. Han blev efterspurgt som læge, og skulle i 1668 have reddet Frederik Gyldenløve fra døden. Men kongen kunne Borri ikke frelse, og efter hans død fik alkymisten udfærdiget et rejsepas, så han kunne forlade landet. Han blev anholdt i Tyskland, og sad fængslet i Engelsborg til sin død i 1695.
Hvor udbredt alkymi var blandt de veluddannede, fremgår også af historien om Raimondo di Sangro, prins af Sansevero, født i 1710. Også han var uddannet hos jesuitterne i Rom. Di Sangro blev kendt for sine alsidige opfindelser, lige fra den vandtætte regnfrakke, han lavede til sin ven, kong Carlo 4. af Napoli, til en kanon med længere rækkevidde end hidtil. Hans kapel er kendt i dag, særlig for statuen "Kristus med slør".
I en brochure fra 1766 sandsynligvis skrevet af prinsen selv står: "I kapellet kan man se to anatomiske maskiner, dvs. skeletter, et mandligt og et kvindeligt, dannet ved indsprøjtninger". På samme måde som di Sangro rejste rundt i omegnen og købte drenge med god sangstemme for at lade dem kastrere til brug i kirkekoret, havde han behandlet to mennesker – kvinden var gravid – så deres blodårer og indvendige organer stadig er perfekt bevaret. Kvindens øjne er vidåbne og intakte. I 1950'erne fremgik det af analyser, at de døde var injiceret med flydende metal, et århundrede før injektionssprøjten blev opfundet. For lokalbefolkningen var dette så afskrækkende, at de korsede sig, bare prinsens navn blev nævnt og mente, han kunne vise sig flere steder på én gang, kunne gå på vandet og havde solgt sin sjæl til djævelen for at opnå evig ungdom.
I 1661 udkom det første værk, der skelnede mellem alkymi og kemi, nemlig The Sceptical Chymist af Robert Boyle fra Oxford.

#### Alkymi i nyere moderne tid
I Inferno fortæller August Strindberg om sine egne, klodsede eksperimenter med alkymi. På sit værelse i Paris eksperimenterede han med bly og kisel, inspireret af to papirsedler, han havde fundet ved en statue i byen. På den ene seddel stod tallet 207, på den anden 28, og det mindede ham om, at bly har 82 protoner og 125 neutroner i atomkernen, altså lige 207 nukleoner, mens kisel indeholder 14 protoner og 14 neutroner, altså lige 28. Strindberg havde ikke held til at frembringe guld.
Nogle mener, at alkymisternes arbejde skal forstås åndeligt, således at det var et forsøg på at opnå en sprituel forvandling, hvor målet blandt andet var at blive et helt og åndeligt talt androgynt menneske. Blandt andre arbejdede Carl Gustav Jung og Jes Bertelsen i flere år med alkymi ud fra en sådan psykisk anskuelse. En af Jungs patienter, "Solfallos-manden", havde visioner om solen udstyret med en stor penis, der fremkaldte vinde. Dette fallosbillede havde en slående lighed med en illustration, Jung havde mærket sig i en litur fra Mithraskulten fra senantikken. Jung kom flere gange tilbage til, at patienten ikke kunne have kendt til den aktuelle Mithras-tekst, før han fik sine syner med solsymbolet – selv om Jung må have vidst, at teksten for længst var oversat og udgivet, så Solfallos-manden kunne have læst den. Men han var beviset på eksistensen af det kollektivt ubevidste, og Jungs tolkning af alkymi afhang af den teori – så Jung holdt fast ved, at teksten var ukendt for patienten.
Fritz Haber, der modtog nobelprisen i kemi i 1918, mødte under ceremonien i Stockholm den svenske kemiker Svante Arrhenius, som satte ham på tanken om at udvinde guld af havvand. Haber viede sig nu til ideen. Efter 1. verdenskrig blev Tyskland afkrævet 33 mia. USD i krigsskadeerstatninger, og Haber regnede ud, at det svarede til 500.000 tons guld. På grundlag af analyser af saltvand, kom han til, at der findes 8 mia. tons guld i verdenshavene. Nogle få procent ville være nok til at dække gælden. Desværre undersøgte Haber ikke, om der var hold i de tal, han opererede med.
I årene 1923-26 blev der indhentet vandprøver i flasker fra Habers kontakter over hele verden: 10.000 flasker fra tyske skibskaptajner, naturforskere og udenlandske fiskerimyndigheder. Et passagerskib på Hamburg-Amerika-linjen fik et laboratorium. De bedste resultater kom fra kysten af Spanien, der indeholdt 9 milligram pr. ton havvand. Men gennemsnittet ligger på ca. 10 mikrogram pr. ton, og det er alt for lidt – så i 1926 opgav Haber sit projekt. Men muligvis tjente det som inspiration for Franz Tausend (1884-1942), der kom fra Bayern og havde været assistent på en kemisk fabrik i Hamburg længe nok til, at han skaffede sig gode kundskaber i kemi.
I 1922 udgav han hæftet 180 elementer, deres atomvægt og plads i det harmonisk-periodiske system. I dag kendes 118 grundstoffer i det periodiske system, men i Tausends "harmonisk-periodiske" system var der tale om 180 "elementer" i en "symfonisk kemi". Tausend mente, at alle grundstoffer (elementer) har deres egen vibrationsrate, knyttet til atomkernens vægt, og ringene af elektroner. Hvis han indsatte "harmoniske kemiske blandinger, kunne elementet selv forandres". Han mente, at metaller stræber efter perfektion med guld som det fuldkomne mål, og vokser som planter, hvis de behandles rigtigt, ligesom antikkens grækere periodevis forseglede minerne, så metalårerne fik tid til at "vokse ud" igen.
Tausend var en moderne alkymist og prøvede at lave aluminium og tin af ler, samt udvikle en medicin mod mund- og klovsyge, uden at nogen viste interesse. Men så læste han en annonce i en af Münchens aviser, hvor en 21-årig medicinstuderende, Rudolf Rienhardt, tilbød at investere et stort beløb i kemisk industri på vegne af en rig preussisk godsejerfrue. Tausend fik nu indrettet et laboratorium, og i 1925 talte han for første gang om at transmutere uædelt metal til guld.
Rienhardt, der var en tysk patriot med baggrund i Stahlhelm, bad Tausend om at tage kontakt med Paul von Hindenburg, for her havde han en økonomisk mulighed for at genrejse den tyske nation. Tausend blev afvist på Hindenburgs kontor, men Erich Ludendorff, der var Hindenburgs højre hånd under første verdenskrig, tog imod ham og indgik allerede i oktober 1925 kontrakt med Tausend om oprettelsen af en aktieselskab ved navn "Selskabet 164" (tallet 164 var guldets nummer i Tausends system). Ludendorff sikrede sig næsten fuld kontrol over selskabet og frie hænder til at bruge selskabets likvide midler til "patriotiske formål". I virkeligheden brugte han investorernes penge til at nedbringe egen gæld, og ved nytår 1926/27 trak han sig ud af selskabet under henvisning til "svigtende helbred". Han overførte alle rettigheder til Tausend, der brugte investorernes penge til at købe ejendomme op, som regel i sin kones navn.
I et afsidesliggende laboratorium uden for Gilching i Oberbayerns skove skulle han producere guld, men snart begyndte assistenterne at undres over, at han altid måtte være til stede under processen. Tausends første eksperiment i stor skala kom først 16. juni 1928, da han frembragte 723 gram guld fra en smeltet blyklump, og investorerne var nu blevet utålmodige. I foråret 1929 blev han varetægtsfængslet i München anklaget for svindel, og før retssagen blev han sat til at demonstrere, om han virkelig kunne frembringe guld. Det mislykkedes under det første eksperiment, mens det næste resulterede i et guldkorn på 0,10 gram fra en blyprøve på 1,67 gram. En betjent bemærkede dog, at Tausends fyldepen forsvandt, og kunne have indeholdt et guldkorn.
Under retssagen skånede dommeren de mest fremtrædende ofre for svindelen; Ludendorff blev ikke engang indstævnet. Tausend bedyrede sin uskyld, men anklagerens kronvidne, den italienske professor Sestini, afslørede, at Tausend i oktober 1928 havde tilbudt den italienske stat hemmeligheden om, hvordan han lavede guld. Sestini blev anmodet om at se på sagen, og under en demonstration på Tausends slot i Tyrol, så han tydelig svindleren tilsætte guld i opløsningen. Tausend lo det væk i retten og påstod, at det Sestini så ham tilsætte opløsningen, var hans hemmelige ingrediens og ikke selve guldet. Dommen lød på tre års fængsel, som ikke afskrækkede ham fra at fortsætte, da han kom ud igen. I 1938 blev Tausend på ny dømt for bedrageri og sad bag tremmerne, da han døde i 1942.